# Omicron Piscium
Omicron Piscium (Torcularis Septentrionalis, 110 Piscium) é uma estrela na direção da constelação de Pisces. Possui uma ascensão reta de 01h 45m 23.59s e uma declinação de +09° 09′ 27.5″. Sua magnitude aparente é igual a 4.26. Considerando sua distância de 258 anos-luz em relação à Terra, sua magnitude absoluta é igual a −0.23. Pertence à classe espectral K0III.